# Martin Le Pellec
Martin Arnaud Le Pellec (Roubaix, 10 giugno 1987) è un ex cestista francese.